# バターンを奪回せよ
『バターンを奪回せよ』（原題：Back to Bataan）は、1945年に公開されたアメリカ合衆国の戦争映画である。エドワード・ドミトリクが監督を務め、ジョン・ウェインやアンソニー・クインが主演した。1941年から1942年までのバターンの戦いを題材としており、フィリピン・ルソン島を舞台に史実とフィクションを織り交ぜつつ抗日ゲリラの戦いを描く。バターン死の行進を起点に、事件の告発と報復としての日米戦争の正義と正統性を説く。製作中の仮題は『The Invisible Army』だった。

## あらすじ
1945年、アメリカ陸軍レンジャーは日本軍のカバナツアン捕虜収容所を襲撃し、大勢の捕虜を解放することに成功した。ここで1942年の回想が始まる。
1942年、ダグラス・マッカーサー将軍指揮下のアメリカ軍は、バターン半島で劣勢を強いられていた。やがてバターンからの撤退が決定すると、ジョセフ・マッデン大佐は司令部へ呼び出され、フィリピンに残留して戦線後方で抗日ゲリラを編成指揮せよとの特命を受ける。こうして結成されたマッデン率いるゲリラ隊は、まず部隊の精神的支柱とするべくアンドレス・ボニファシオ大尉を救出する。彼はマッデンの部下で、またフィリピンの国民的英雄アンドレス・ボニファシオの孫の1人である。
一方、ホンマ将軍率いる日本軍は着実にフィリピンの支配を強め、マッデンのゲリラ隊を追い詰めていく。

## キャスト
| 役名                           | 俳優                     | 日本語吹替                    | 日本語吹替                                                   |
| 役名                           | 俳優                     | フジテレビ版                  | PD版                                                         |
| ------------------------------ | ------------------------ | ----------------------------- | ------------------------------------------------------------ |
| ジョセフ・マッデン大佐         | ジョン・ウェイン         | 小林昭二                      | 永田博丈                                                     |
| アンドレス・ボニファシオ大尉   | アンソニー・クイン       | 納谷悟朗                      | 乃村健次                                                     |
| バーサ・バーンズ               | ビューラ・ボンディ       | 桜井良子                      | 萩柚月                                                       |
| ダリセイ・ダルガド             | フェリー・フランケリ     | 渡辺知子                      | 水野千夏                                                     |
| ハスコ少佐                     | リチャード・ロー         |                               |                                                              |
| クロキ大佐                     | フィリップ・アーン       |                               |                                                              |
| ベルネッサ軍曹                 | アレックス・ハビエル     | 阿部六郎                      | 関直人                                                       |
| マキシモ・クエンカ             | ダッキー・ルーイ         | 清水一之                      |                                                              |
| ワイト中佐                     | ローレンス・ティアニー   | 関根信昭                      |                                                              |
| ホンマ将軍                     | レオナルド・ストロング   |                               |                                                              |
| ビンドル・ジャクソン           | ポール・フィックス       | 纓片達雄                      |                                                              |
| 日本軍将校                     | アブナー・ビーバーマン   | 西山連                        |                                                              |
| ベロ校長                       | ウラディーミル・ソコロフ | 三田松五郎                    |                                                              |
| クロス                         | アンジェロ・クルス       | 塚田正昭                      |                                                              |
| マッキンリー少佐               | ケネス・マクドナルド     | 西山連                        |                                                              |
| ジョナサン・ウェインライト将軍 | ジョン・ミルジャン       | 巌金四郎                      |                                                              |
| ナレーション                   | N/A                      | 山内雅人                      |                                                              |
| 不明 その他                    | N/A                      | 佐伯久 市川治 劇団ひまわり    | 藤田周 さわやまゆか 芦澤孝臣 西垣俊作 小浅和大 伴藤武 赤城進 |
| 日本語版スタッフ               |                          |                               |                                                              |
| 演出                           | 演出                     | 長野武二郎 飯塚竜郎           | 粂田剛                                                       |
| 翻訳                           | 翻訳                     | 上田公子                      | 浅野倫子                                                     |
| 調整                           | 調整                     |                               | 遠西勝三                                                     |
| 効果                           | 効果                     | 南部満治 秋山実               | 恵比須弘和 赤澤勇二                                          |
| 選曲                           | 選曲                     | 松田良雄                      |                                                              |
| 録音                           | 録音                     | 上口統典 遠西勝三 堀田孟      | 山田明寛                                                     |
| 録音スタジオ                   | 録音スタジオ             | ニュージャパンスタジオ        | ビーライン                                                   |
| プロデューサー                 | プロデューサー           | 八百坂勉                      | 椿淳                                                         |
| ゼネラルプロデューサー         | ゼネラルプロデューサー   |                               | 中條寛道                                                     |
| 監修                           | 監修                     |                               | 豊田耕二                                                     |
| 制作                           | 制作                     | ニュージャパンフィルム        | ミックエンターテイメント マックスター                        |
| 初回放送                       | 初回放送                 | 1968年4月4日 『木曜映画劇場』 | N/A                                                          |

また、映画の冒頭とクライマックスには、1945年1月30日に撮影されたカバナツアンから解放された捕虜たちの実際の映像が挿入されている。

## 製作
本作のプロデューサーであり、また後にジョン・ウェインのプロダクション・パートナーとなるロバート・フェローズは、本作以前にも太平洋戦線での実話を元にした戦争映画を2つ手がけている。すなわち、1942年のドーリットル空襲を題材とした1943年の映画『ボンバー・ライダー/世紀のトップ・ガン』（原題：Bombardier）と、マリーン・レイダースの活動を題材とした1944年の映画『Marine Raiders』である。また、それ以前にもRKO社の元ではウェイン主演の西部劇映画『拳銃の町』（原題：Tall in the Saddle）などを手がけている。フェローズは戦争初期の敗北からアメリカ人およびフィリピン人による抗日ゲリラの抵抗、そしてマッカーサー将軍の帰還までを描くことで非常に収益性の高い映画となるだけではなく、彼らに対する最良の賛辞になりうると考えていた。そしてフェローズは戦争情報局および軍部との交渉を重ね、撮影に向けて全面協力の約束を取り付けた。
当時の最新ニュースを元に内容を段階的に修正していった為、撮影完了までには130日を要した。さらに撮影が3分の2ほど完了した時点でフィリピンにおける反攻作戦（レイテ島の戦い）が始まり、脚本の一部が書き直されることとなった。また、第6レンジャー大隊によるカバナツアン襲撃が成功し、大勢の捕虜が解放されると、この際に撮影された映像も映画の冒頭とクライマックスに挿入された。
ベン・バーズマンが手がけた脚本は、フィリピン人のナショナリズムとアメリカ人の愛国心を強調したものだった。これは例えば、学校が日本軍に兵舎として接収された後も校庭の星条旗を下ろす事を拒み、日本軍将校の命令で掲揚台に吊り下げられ処刑されるフィリピン人校長のキャラクターなどに反映されている。そのほか、バーズマンの脚本にはゲリラ戦術そのものの紹介も含まれていた。
音楽の大部分は、マックス・スタイナーが手がけた1933年の映画『キング・コング』のサウンドトラックから流用された。
当時、バーズマンとドミトリクは共産主義への共感を公然と示し、また共産主義の理想を信じていた。ウェインにとってはこのようなアメリカ人と出会うのは初めてのことであったという。ウェインが述べるところによれば、彼ら2人は撮影顧問として派遣されていたジョージ・S・クラーク大佐（George S. Clarke, バターンの戦いにおけるフィリピン・スカウト第57歩兵連隊の指揮官。マッデン大佐のモデル）を軽視し、しばしば革命歌『インターナショナル』の替え歌で彼をからかうこともあった。そうした場に居合わせたウェインがドミトリクに主義について尋ねた時、ドミトリクは自分はそうではないと前置きした上で、「アメリカ国民の大半が共産主義を望むなら、それは我らが祖国にとって好ましいものとなろう」と語った。ドミトリク自身は否定していたものの、ウェインは彼が共産主義者であることを確信していたという。一方、バーズマンの妻ノーマの回想によれば、バーズマンはウェインと非常に親しい様子で、ウェインはバーズマンを「クソの共産主義者」(goddammned communist)、またバーズマンはウェインを「ファシスト」(fascist)と、互いに冗談交じりで呼び合っていたという。
撮影中、ドミトリクとバーズマンはウェインからスタントマンを使いたくないという申し出を受けた。本作の脚本にはスタントマンの使用を前提とした危険なシーンが多数含まれていたが、ウェインはそうしたシーンを全て自身で演じた。
シャロン・デルメンド(Sharon Delmendo)は著書『The Star-Entangled Banner』の中で、本作でウェインが演じたマッデン大佐はマッカーサー将軍の代理人たる立場にあると評した。彼女はマッデン大佐の描写にマッカーサー将軍との共通性を見出しており、それは例えばフィリピン人将校からアメリカ側の支援が不十分であるとの怒りをぶつけられるシーン、任務の為に一時フィリピンを離れるシーンなどである。